# Swissôtel Tallinn
Koordinaten: 59° 25′ 58,6″ N, 24° 45′ 41,6″ O
Das Swissôtel Tallinn ist ein Hotel in der estnischen Hauptstadt Tallinn. Es befindet sich im Stadtbezirk Maakri, direkt in der Tallinner Innenstadt. Das Gebäude und der daneben stehende Zwillingsturm sind die höchsten der Stadt, wobei das „Tornimäe Maja“ um 2 cm niedriger ist.

## Hotel und Lage
Das Hotel befindet sich im Finanzzentrum von Tallinn, 1400 m vom Rathausplatz (estnisch Raekoja plats), ca. 1 km vom Passagierhafen und etwa 4 km vom Tallinner Flughafen entfernt. Das Hotel verfügt über 238 Zimmer und Suiten, 2 Restaurants und 3 Bars, einen Spa- und Fitness-Bereich, ein Schwimmbad, 2 Konferenzräume, Besprechungszimmer und die größte Tanzfläche (455 m²) Estlands.

## Geschichte
Der Vertrag zum Bau des Hotels wurde 2004 unterschrieben. Der Bau des mit 117 m höchsten Wolkenkratzers der Stadt dauerte über drei Jahre. Die feierliche Eröffnung des Hotels fand am 10. Dezember 2007 statt.
Das 30-stöckige Hotel-Gebäude ist ein Teil des „Tornimäe-Projekts“, wozu auch die Wohnungen im zweiten, ebenso hohen Turms und Geschäfte und Büros im Sockel gehören. Das Projekt wurde von der Architektin Meeli Truu (Nord Projekt AS) entwickelt, die Innenausstattung von Meelis Pressi Arhitektuuribüroo AS entworfen.